# Collegium Groeningianum

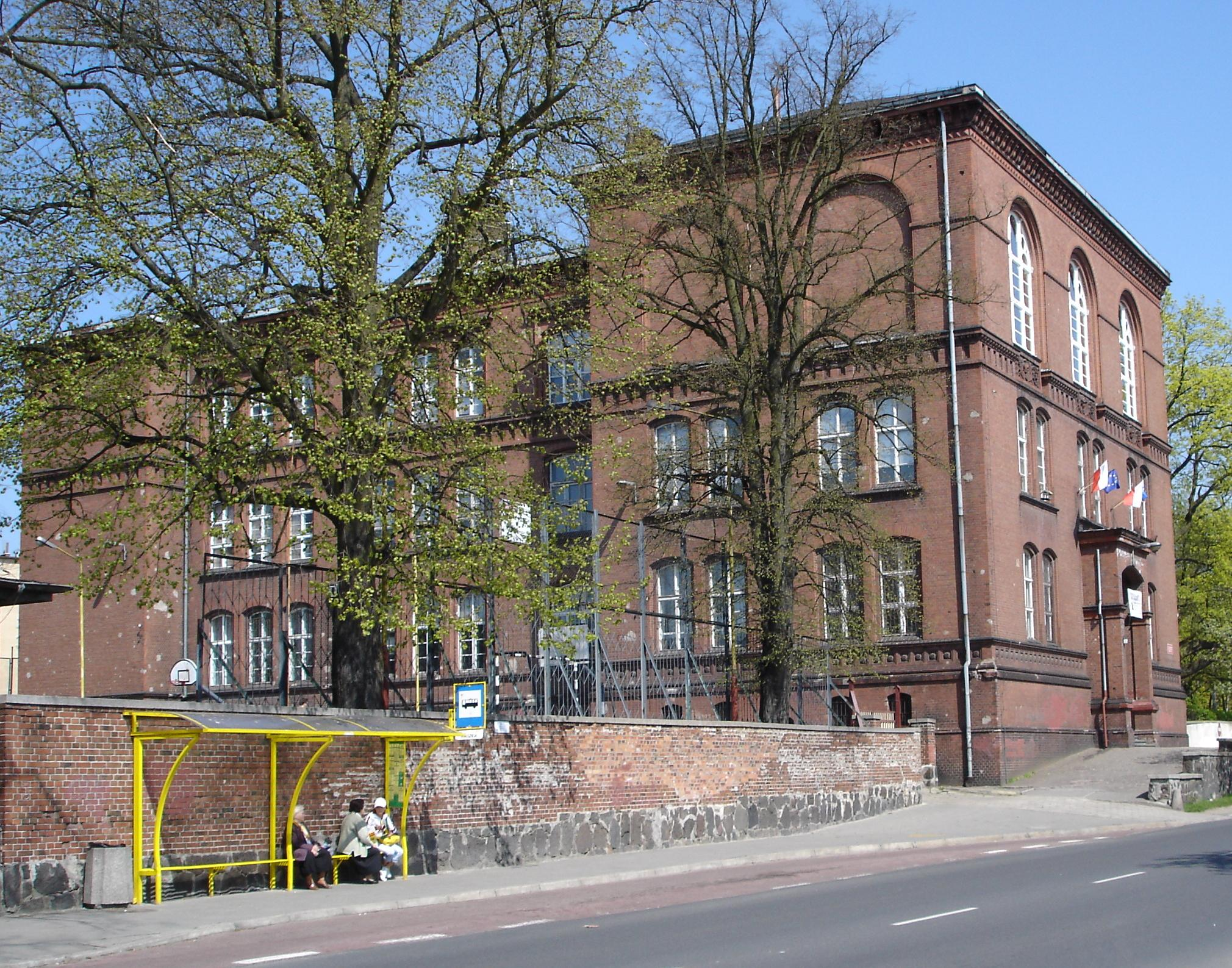
Gröningsches Collegium, Schulgebäude aus dem 19. Jahrhundert

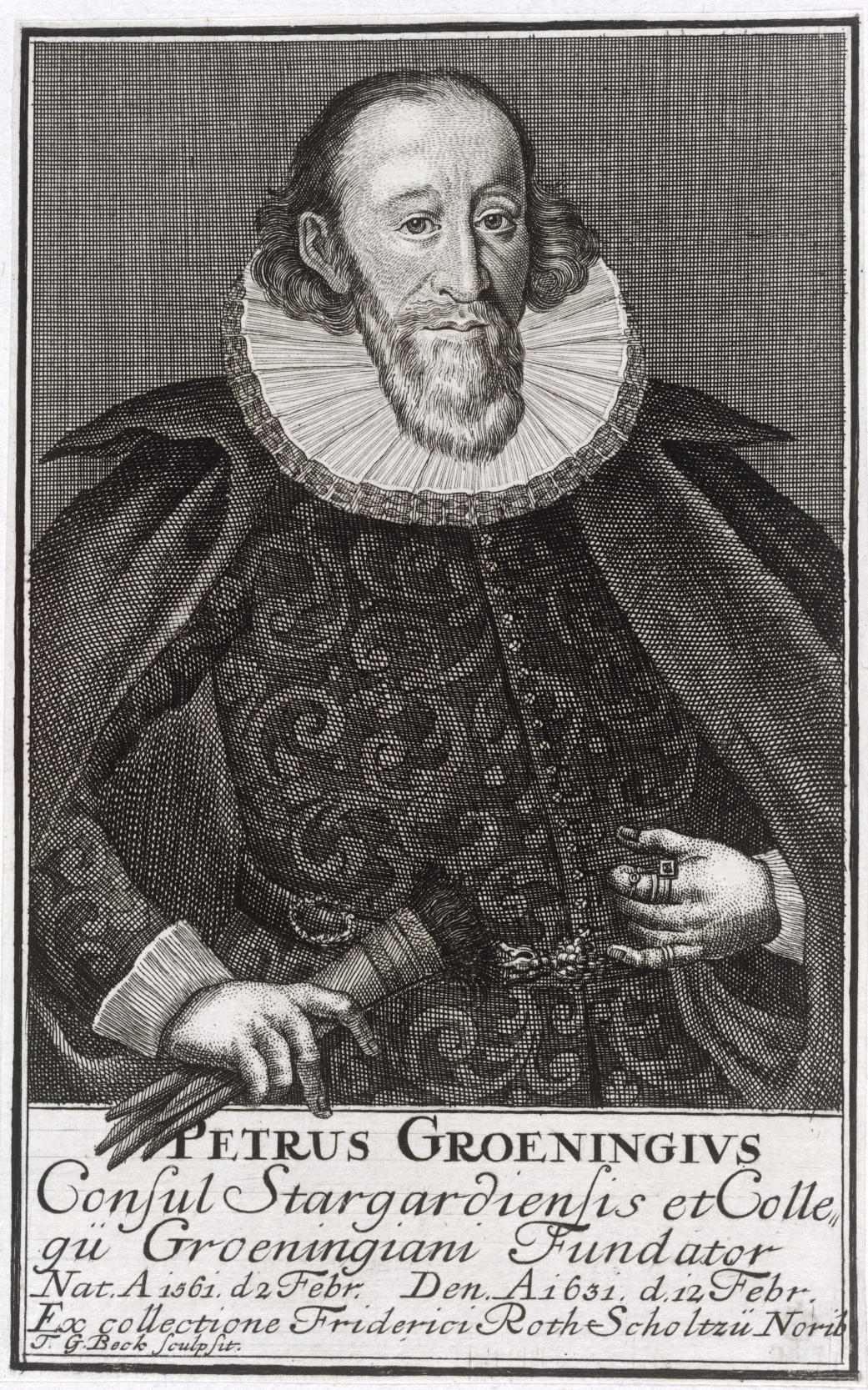
Der Stifter Peter Gröning

Das Collegium Groeningianum, auch als Gröningsches Kolleg, Gröningsches Collegium und als Gröningsches Gymnasium bezeichnet, war eine protestantische Gelehrtenschule in Stargard in Hinterpommern.
Sie wurde am 28. September 1633 eröffnet, nachdem der Stargarder Bürgermeister Peter Gröning (1561–1631) in einem zweiten Testament vom 28. Januar 1631 eine entsprechende Stiftung ausgesetzt hatte. An der schon zuvor bestehenden Ratsschule war zwar Latein unterrichtet worden, doch der Schulabschluss an der Ratsschule allein qualifizierte noch nicht für den Besuch einer Universität. Um für ein Studium an einer Universität zugelassen zu werden, mussten die  Absolventen der Ratsschule zusätzlich noch eine höhere Schule in einer anderen Stadt besuchen. Um diesem Mangel abzuhelfen und „den Armen zum Besten“, stiftete Gröning aus seinem Privatvermögen eine Geldsumme in Höhe von 20.000 Gulden.
Erster Rektor wurde im Jahre 1633 Johannes Rhenius, der die Stelle aber wohl noch im selben Jahr wieder verließ, nachdem ihm kein Gehalt ausgezahlt wurde. Als erstes Schulgebäude diente ein Anbau an die bereits bestehende Ratsschule. Der Unterricht fand für alle Schüler, trotz ihrer ungleichen Vorbildung, gleichzeitig in einem einzigen Klassenzimmer statt. Die Lehrer führten den Titel Lektor. Das Schulgebäude wurde am 7. Oktober 1635 durch einen Brand zerstört. Nach 33 Jahren wurde es unter Kurfürst Friedrich Wilhelm wieder neu erbaut und 1668 wiedereröffnet. Um 1700 und auf dem Landtag von 1705 war  der Vorschlag laut geworden, das Collegium Groeningianum in eine Universität zu verwandeln, doch blieb es ein Gymnasium.
Der gleichzeitige gemeinsame Unterricht sämtlicher Schüler in nur einem Schulraum wirkte sich nachteilig aus. 1710 wurde diese Unterrichtsmethode aufgegeben. Durch einen Visitationsbescheid König Friedrich Wilhelms I. vom 25. Juli 1714 wurde das Kolleg umstrukturiert und mit fünf Professuren ausgestattet. Von den eingerichteten Professuren haben sich vier, nämlich für die Fachgebiete
- Theologie
- Philosophie
- klassische Sprachen
- Stil- und Dichtkunst

bis ins 19. Jahrhundert erhalten. Das Fach Mathematik und naturkundliche Unterrichtsfächer wie beispielsweise Physik und Chemie waren der Unterrichtssparte Philosophie zugeordnet. An Sprachen wurde neben Englisch und Französisch Latein, Altgriechisch und Hebräisch unterrichtet. Vorbild für die Neuausrichtung war offenbar das Danziger Akademische Gymnasium gewesen. Jedenfalls wurde an dem Tag, als das Danziger Gymnasium 1758 sein 200-jähriges Bestehen feierte, ein entsprechender Festakt auch von der Lehrerschaft des Stargarder Gymnasiums begangen. Allerdings ist auch früh eine Verbindung zum Essener Lutherischen Gymnasium nachzuweisen, das der Direktor Johann Heinrich Zopf entscheidend reformierte. Zu seinen Schülern zählten der preußische Schulreformer Johann Julius Hecker und  dessen Bruder Andreas Petrus Hecker, welcher später Archidiakon an der Stargarder Marienkirche  wurde und eine Realschule in der Stadt gründete. Sein Sohn, der spätere Schulmann Gotthilf Samuel Hecker, besuchte das Colleg. Wahrscheinlich entstand so die Verbindung zur Stadtschule von Essen. Das spätere Burggymnasium Essen und das Gröning'sche Gymnasium pflegten jedenfalls bis ins Zwanzigste Jahrhundert hinein eine enge Freundschaft.  Die Vereinigung ehemaliger Gröninginaner erhielt hier einen Raum, wo sie ein Archiv an Rundbriefen, Schulprogrammen des Collegs und anderen Information anlegte; diese Sammlung wird heute nach der altersbedingten Auflösung der Vereinigung im Landesarchiv Nordrhein-Westfalen Abteilung Westfalen in Münster verwahrt.
Am Anfang des 18. Jahrhunderts studierten am Collegium Groeningianum 140 Zöglinge, eine Anzahl, die im restlichen 18. Jahrhundert nie wieder erreicht wurde. Im Jahr 1812 wurden unter dem neuhumanistisch geprägten Direktor Gotthilf Samuel Falbe das Collegium und die bereits seit 50 Jahren bestehende Realschule von Stargard und die Ratsschule der Stadt zum „Staatlichen und Gröning'schen Gymnasium“ vereinigt. Es bestand bis zum Jahr 1945. Das Gebäude wurde in der Endphase des Krieges als Lazarett genutzt. Später wurde dort das Adam-Mickiewicz-Lyzeum eingerichtet.

## Lehrkräfte (Auswahl)
- Johannes Rhenius, 1633 erster Rektor des Gröningschen Kollegs
- Christoph Practorius,  war Rektor, verfasste Schriften über die Stadtgeschichte Stargards
- Joachim Holce (1683–1742), wurde 1714 Professor für Mathematik etc.
- Christian Schöttgen,  war 1719–1727 Professor und gleichzeitig Rektor der Stadtschule.
- David Siegfried Leistikow († 1769),  wurde 1726 Professor der Mathematik.
- Daniel Gottfried Werner (1695–nach 1752), wurde 1728 Rektor als  Nachfolger Schöttgens[12].
- Johann Daniel Denso (1708–1795), war hier 1731–1751 Professor „des Stils und der Beredsamkeit“
- Johann Achatius Felix Bielcke (1716–1802), war 1743–1758 Rektor und Professor
- Samuel Tiefensee (1722–1810), um 1760 Professor unter anderem  für Dichtkunst
- Johann Georg Müchler (1724–1819),  war 1759–1773 Professor für Latein und Lektor für Französisch.
- Johann Christian Friedrich Höpfner (* 10. April 1751 in Langenhagen), lehrte seit 1780 als Professor der  Stilkunst und seit  1786 als Professor der lateinischen und griechischen Sprache und war zuletzt Rektor[13].
- Gotthilf Samuel Hecker (1753–1825), Lehrer u. a. für Latein und Hebräisch, gleichzeitig Rektor an der Realschule.
- Friedrich Otto Wichmann (1763–1791), ab 1787 Lehrer
- Gotthilf Samuel Falbe (1768–1849), ab 1812 Direktor
- Gustav Lothholz (1822–1903), Direktor von 1872 bis 1888

## Bekannte Schüler
- Friedrich Madeweis (1648–1705), auch Mateweiß, Pädagoge und Hofbeamter, war 1659–1664 Zögling am Kolleg
- Jakob Friedrich Ludovici (1671–1723), Rechtswissenschaftler, war 1688–1690 Schüler der Anstalt
- Laurentius David Bollhagen (1683–1738), evangelischer Theologe und pommerscher Generalsuperintendent
- Adam Ludwig von Blumenthal (1691–1760), preußischer Staats- und Kriegsminister
- Franz Albert Schultz (1692–1763), evangelischer Theologe
- Johann David Jäncke (1702–1752), evangelischer Theologe und Schriftsteller
- Christian Wilhelm Haken (1723–1791), evangelischer Theologe, Regionalhistoriker
- Friedrich Ludwig Engelken (1749–1826), evangelischer Theologe, Pädagoge und Generalsuperintendent von Pommern
- Gotthilf Samuel Hecker (1753–1825), Schulmann und Theologe
- Herrmann Hering (1800–1886), Gymnasiallehrer in Stettin, Historiker und Insektenkundler
- Aurel Meinhold (1829–1873), Priester und Schriftsteller
- Adolf Stubenrauch (1855–1922), Prähistoriker
- Oscar Levy (1867–1946), deutsch-britischer Arzt, Philosoph und Nietzsche-Forscher
- Max Levy (1869–1932), Fabrikant (AEG) und Politiker
- Ehrhard Johann Martin Nimz (1905–1984), Bürgermeister von Bitterfeld und niedersächsischer Oberregierungsrat
- Wolfgang Diewerge (1906–1977), antisemitischer Propagandist

Sonstige namentlich bekannte Absolventen
- Christian Friedrich Brahz (* 16. September 1723 in Voigtshagen,  Landkreis Greifenberg i. Pom.; † 1796 in Kittlitz, Oberlausitz), Pädagoge und evangelischer Pfarrer, Sohn des Voigtshagener Dorfpächters Joachim Brahz, studierte drei Jahre in Halle, wirkte seit 1743  als Lehrer auf dem Waisenhaus in Sorau,  wurde 1746  an die Sorbische Schule in Sorau berufen, erlernte die sorbische Sprache, war  seit dem  13. September 1748  fünf Jahre lang Pfarrer in Sorau  und übernahm am 27. Oktober 1753 das vakant gewordene Pfarramt in dem alten Kirchdorf Kittlitz, das er bis zu seinem Tod innehatte.  Er war 49 Jahre lang als Pfarrer tätig gewesen.[14]